# Zrinjski Mostar
Zrinjski Mostar je športsko društvo iz Mostara, Bosna i Hercegovina. Društvo (njegov nogometni odjel) je utemeljeno 1905. godine. Tijekom razdoblja socijalističke Jugoslavije, društvo je bilo zabranjeno, a napokon, nakon 47 godina komunističke zabrane, svečano je 1992. u Međugorju formiranjem "Inicijativnog odbora za pripremu obnoviteljske skupštine" obnovljen i počeo je s radom i Hrvatski športski klub Zrinjski Mostar (nogometni odjel športskog društva Zrinjski). Klub čije se ime pola stoljeća nije smjelo ni spomenuti pod prijetnjom zatvora.[nedostaje izvor] Nakon obnove nogometnog odjela, počinje osnivanje klubova u ostalim sportovima. Športska obitelj Zrinjski danas se sastoji od 12 klubova. Nogometni, a ponekad i košarkaške i rukometne odjele športskog društva Zrinjski prate navijači Ultrasi. 

## Odjeli
- nogomet: 
  - HŠK Zrinjski Mostar
- košarka: 
  - HKK Zrinjski Mostar
  - ŽKK Zrinjski Mostar
- rukomet: 
  - HMRK Zrinjski Mostar
  - HŽRK Zrinjski Mostar
- boks:
  - HBK Zrinjski Mostar
- karate:
  - KK Zrinjski Mostar
- plivanje:
  - APK Zrinjski Mostar
- atletika:
  - HAK Zrinjski Mostar
- šah:
  - HŠK Zrinjski Mostar
- boćanje:
  - BK Zrinjski Mostar
- kuglanje:
  - KK Zrinjski Mostar
- dvoranski nogomet:
  - MNK Zrinjski Mostar

## Vanjske poveznice
- Zrinjski.info  Arhivirana inačica izvorne stranice od 26. rujna 2012. (Wayback Machine) Stranica navijača i simpatizera